# 埼玉県立浦和特別支援学校
埼玉県立浦和特別支援学校（さいたまけんりつ うらわとくべつしえんがっこう）は、埼玉県さいたま市緑区大崎にある公立特別支援学校。略称は浦特。

## 沿革
- 1981年（昭和56年）4月1日 - 浦和市立岸町小学校の一部を仮校舎として埼玉県立浦和養護学校が開校される。
- 1981年（昭和56年）7月21日 - 浦和市大崎の現在地に移転。
- 2009年（平成21年）4月1日 - 埼玉県立浦和特別支援学校と改称される。

## 学部
- 小学部
- 中学部
- 高等部

## 通学区域
- さいたま市
  - 桜区
  - 浦和区
  - 南区
  - 緑区
  - 中央区のうち国道463号（埼大通り）以南の地域

## アクセス
国道463号（旧埼玉県道浦和越谷線）沿い北側に所在。

### 路線バス
国際興業バス浦和駅 - 浅間下 - 東川口駅・浦和美園駅線「浦和特別支援学校」停留所下車（浦和駅からは約20分、東川口駅からは約10分）。

### スクールバス
株式会社平成エンタープライズが登下校とも運行している。
- 久美便
- 白幡便
- 南区便
- 根岸便
- 大門便
- 緑区便
- 東浦和便
- 太田窪便